# Brzustów (Łódź)
Pour les articles homonymes, voir Brzustów.
Brzustów est une localité polonaise de la gmina d'Inowłódz, située dans le powiat de Tomaszów Mazowiecki en voïvodie de Łódź.